# Zedriv GC2

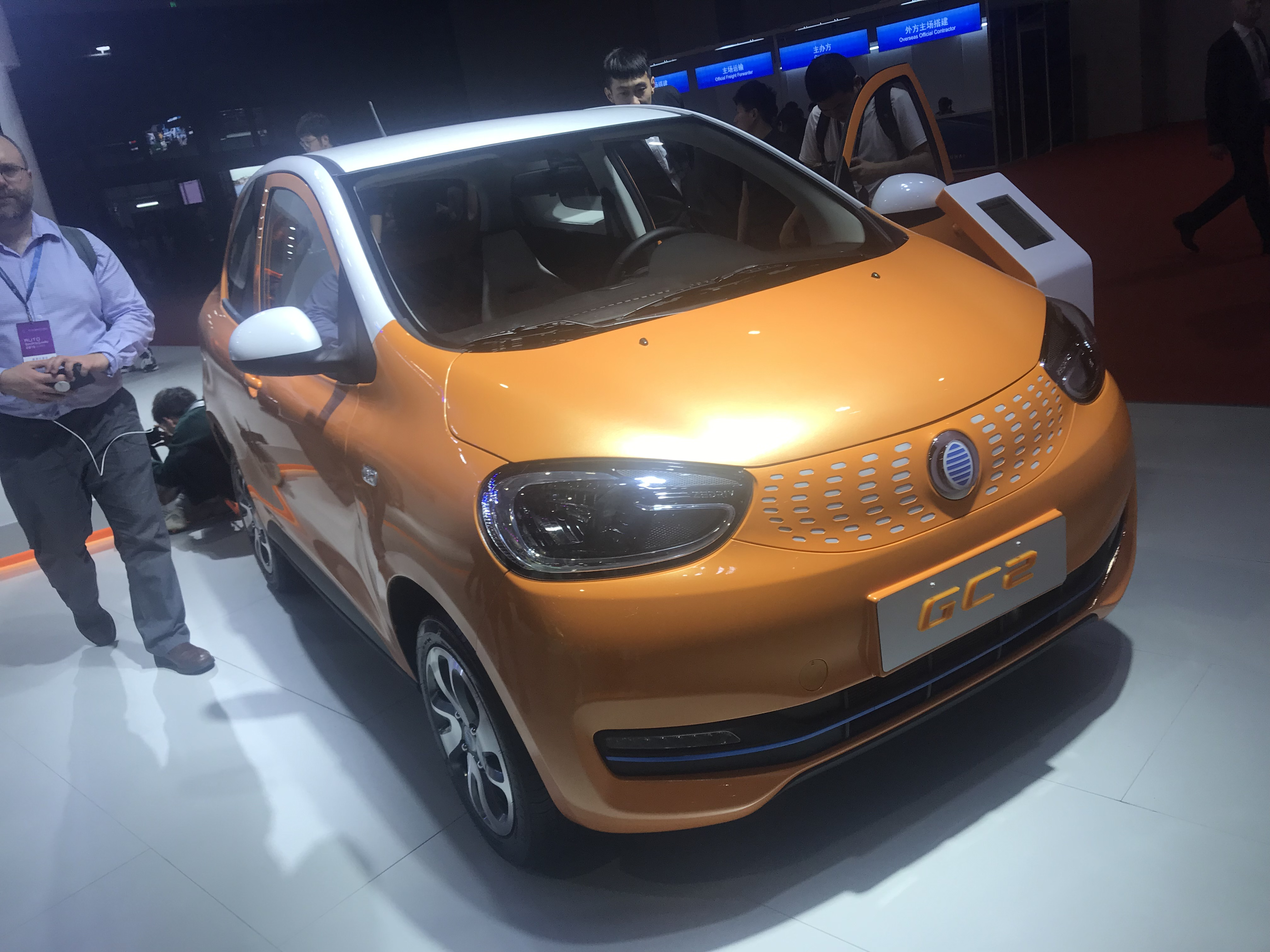

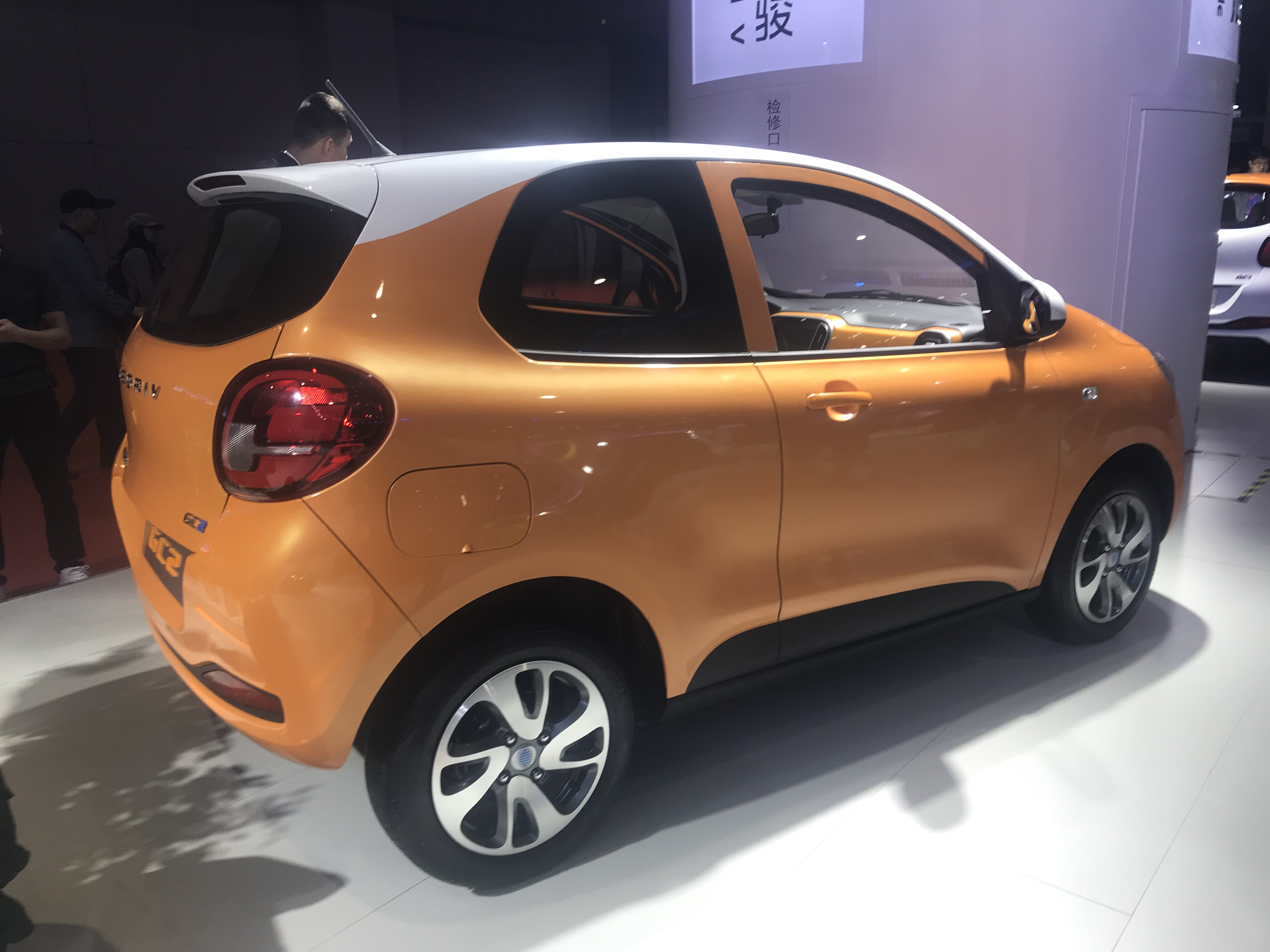

El Zedriv GC2 (en chino, 国 机智 骏 GC2) es un city car eléctrico de 3 puertas fabricado por Zedriv. Es esencialmente la variante de 3 puertas del Zedriv GC1.

## Descripción general
El Zedriv GC2 se mostró en el Auto Shanghái de 2019. Tiene 3 puertas y 2 asientos con dimensiones de 3310 mm / 1675 mm / 1535 mm, una distancia entre ejes de 2100 mm, una distancia al suelo de 120 mm y un peso de 1050 kg. El precio del Zedriv GC2 varía entre ¥ 65,800 y ¥ 81,800. El GC2 tiene un alcance de 230 millas, 74 caballos de fuerza,  FWD, una batería de 36,2 kWh, una velocidad máxima de 120 km / h, una aceleración de 50 km / h en 4,2 segundos.